# Madonna col Bambino e un angelo (Moretto)
La Madonna col Bambino e un angelo è un dipinto a olio su tela (49x57 cm) del Moretto, databile al 1540-1550 circa e conservato nella Pinacoteca di Brera di Milano.

## Storia
L'opera proviene dalle collezioni di Gustavo Frizzoni e pervenne a Brera nel 1911.
La composizione, databile al quinto decennio del Cinquecento, ebbe un notevole successo, come attestano numerose repliche.

## Descrizione e stile
Una tenda verde dai riflessi cangianti è parzialmente scostata su un cielo azzurro e fa da sfondo alla Madonna col Bambino in braccio, mentre un angelo a sinistra si volta porgendo una ghirlanda con rose, tipico fiore mariano.
Lo schema è di evidente derivazione veneziana, aggiornato però alla sensibilità propria del pittore, con la sua tavolozza schiarita e fredda, con effetti di virtuose trasparenze e un vibrante modellato, evidenziato dal chiaroscuro.